# Aurelianustoren

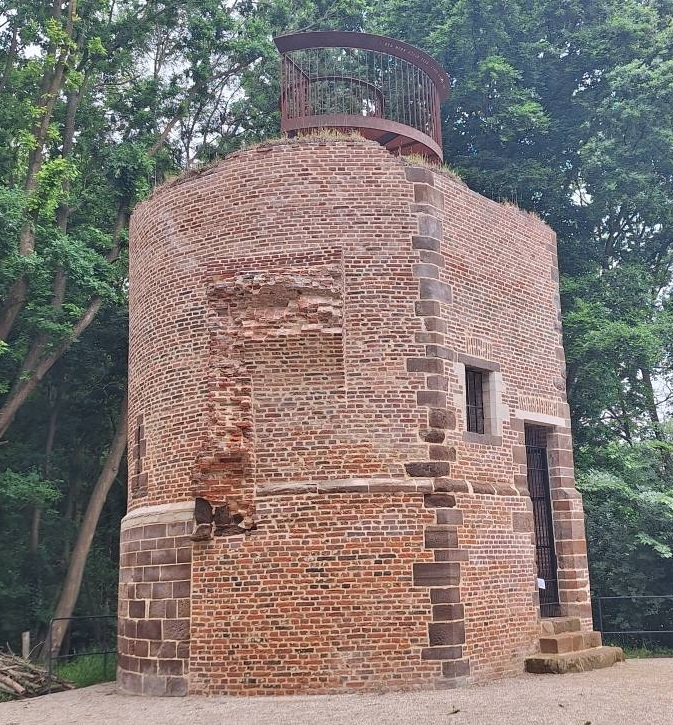
Aurelianustoren in 2025, na restauratie

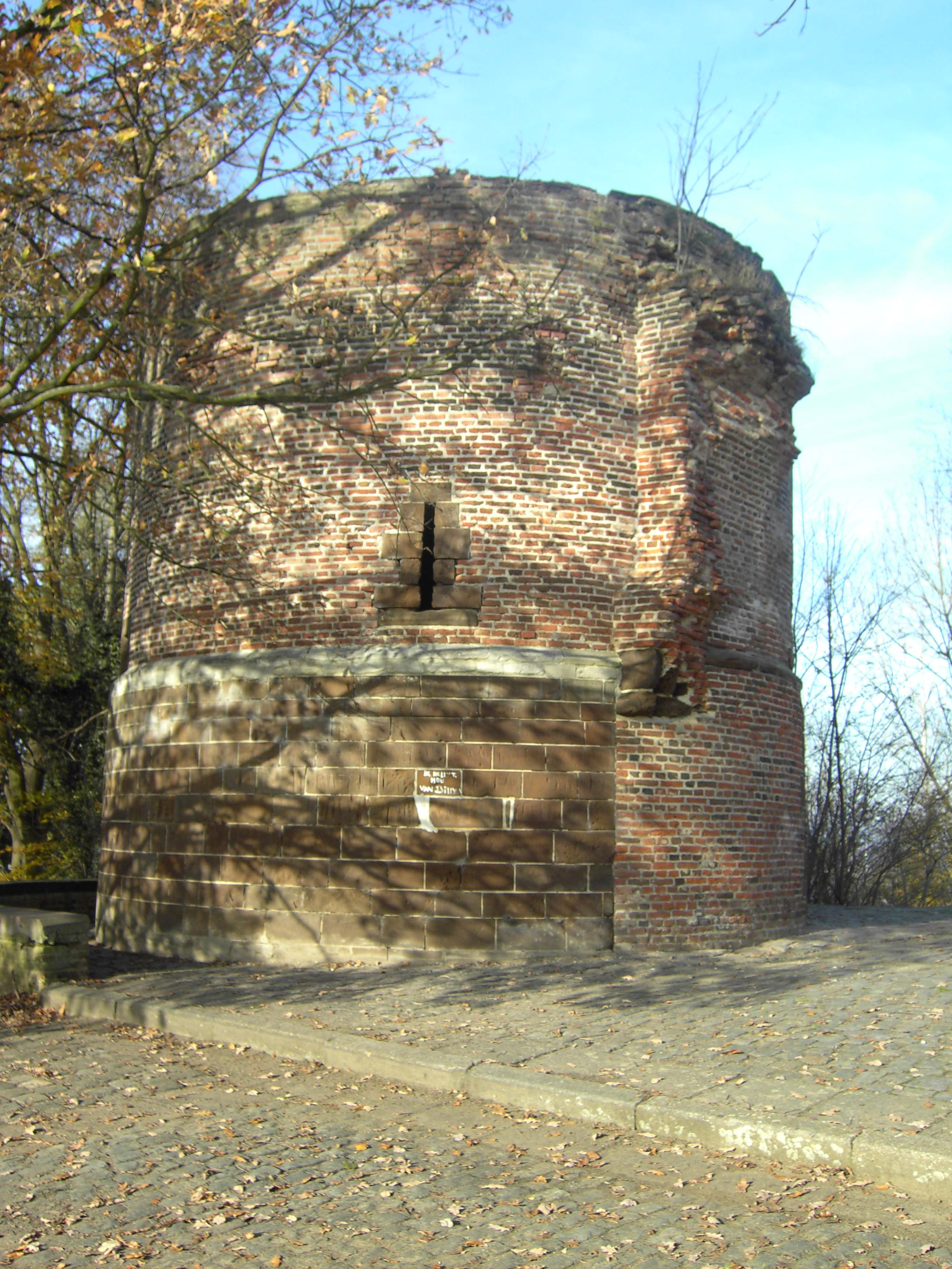
Aurelianustoren voor restauratie

De Aurelianustoren (of Orleanstoren) is een van de weinige overblijfselen van de oude stadsomwalling rond de Belgische stad Aarschot, gebouwd in de periode 1360 - 1365. Deze zijn echter doorheen de eeuwen herhaaldelijk verwoest en terug opgebouwd. Gelegen op een heuvel rijst de toren 40 meter boven de stad aan de Demer uit. Een mooi panorama is een beloning voor de klim naar de 52 meter hoge top.
In 1990 liet men de toren die sinds 31 juli 1936 beschermd is restaureren.
In 2024 werd de toren opnieuw gerestaureerd waarbij de muren in hun oorspronkelijke staat hersteld werden.  In de toren werd een wenteltrap geplaatst naar een uitkijkplatform 2,5 meter boven de toren.